# Elettrotreno Firema E 84
Il Firema E 84 (e la sua variante E84A) è un elettrotreno progettato e prodotto da Firema Trasporti per prestare servizio sulla ferrovia Roma-Civita Castellana-Viterbo per conto prima di ACOTRAL, poi di Met.Ro. e infine di ATAC (poi ASTRAL-COTRAL dal 2022).

## Storia
Nel 1983 circa l'ACOTRAL effettuò il suo primo ordine a Firema Trasporti per la costruzione di 6 convogli a due casse per il servizio della ferrovia Roma-Civita Castellana-Viterbo, con un'opzione per altri 4. I treni furono costruiti da Firema e dalle controllate Casaralta e Officina Meccanica della Stanga.
Il primo convoglio fu consegnato nel dicembre 1986 ed entrò in servizio il 19 ottobre 1987. La prima serie di treni era di 6 convogli a due pezzi; le rimorchiate intermedie furono ordinate successivamente ed arrivarono nel 1990, portando la composizione a tre pezzi. La seconda serie, di 4 treni, fu consegnata dal 1994 al 1996 e nacque direttamente a tre pezzi.
Successivamente ACOTRAL, nel 1995, mise in servizio altri due convogli con le medesime caratteristiche tecniche ma diverso allestimento interno, al fine di essere adatti a percorsi più lunghi (variante E84A). Anche questi due treni arrivarono inizialmente con una composizione di due pezzi, per essere poi incrementata a tre con l'arrivo, nel 1996 circa, delle rimorchiate intermedie.

## Descrizione
La configurazione tecnica è a tre casse M+RI+RP (motrice+rimorchiata intermedia+rimorchiata semipilota). I tre tipi di unità sono classificati: coi numeri pari tra 102 e 112 (motrici prima serie) e tra 114 e 120 (motrici seconda serie), tutti i numeri tra 201 e 206 (rimorchiate prima serie) e da 207 a 210 (rimorchiate seconda serie) e coi numeri dispari tra 101 e 111 (rimorchiate pilota prima serie) e da 113 a 119 (rimorchiate pilota seconda serie). Le unità E84A mantengono gli stessi criteri rientrando nella "serie 150" (250 per le rimorchiate intermedie), quindi sono classificati con i numeri 152 e 154 le motrici, 251 e 252 le rimorchiate e 151 e 153 le rimorchiate pilota. I treni sono di diretta derivazione da materiale rotabile simile (FIREMA E126), fornito alle ferrovie Modena-Sassuolo e Benevento-Napoli, ma con caratteristiche particolari, necessitanti principalmente dalle caratteristiche della ferrovia in oggetto, caratterizzata dalla presenza di curve di piccolo raggio (100-120 metri) e dalla limitazione della massa per asse a circa 15 tonnellate, ciò che impose la sistemazione di parte delle apparecchiature sulla rimorchiata pilota. La cassa è costruita in acciaio; i rivestimenti interni e gli arredamenti hanno materiali autoestinguenti. Tra le casse dell'unità è presente un passaggio di servizio. Gli accoppiatori sono tradizionali sulle testate di estremità, mentre tra le casse dell'unità vi sono barre di trazione tipo Dellner. I carrelli sono con molle ad elica per la sospensione primaria e pneumatica per la secondaria. L'equipaggiamento elettrico, di tipo tradizionale reostatico a contattori, è controllato da una logica statica, sia in trazione che in frenatura elettrica, di tipo reostatico. I motori di trazione sono quattro, a corrente continua eccitati in serie, autoventilati, posti due per ciascun carrello motore. La frenatura pneumatica è del tipo a ceppi. La produzione dell'aria compressa è assicurata da due gruppi motocompressori alternativi, posti ciascuno su ogni rimorchiata, tranne che sulle E84A, dove si trovano entrambi sulla rimorchiata pilota. I servizi ausiliari sono invece alimentati da gruppi statici posti sulle rimorchiate pilota. Vi sono lievi differenze tra la prima e la seconda serie E84, inerenti principalmente la forma della parte alta del terzo faro, nonché in alcune altre caratteristiche tecniche, come ad esempio la presenza, sulle unità E84 di seconda serie nonché sulle E84A, di un grado di indebolimento di campo nei motori di trazione anche nella combinazione di serie, anziché solo in quella di parallelo come sulle prime sei E84.